# Lars Nerup
Lars Nerup wcześniej Nilsson (ur. 27 marca 1914, zm. 1 kwietnia 1985) – szwedzki lekkoatleta, sprinter, medalista mistrzostw Europy z 1938.
Zdobył brązowy medal w sztafecie 4 × 400 metrów (w składzie: Nilsson, Carl-Henrik Gustafsson, Börje Thomasson i Bertil von Wachenfeldt) na mistrzostwach Europy w 1938 w Paryżu.
Był mistrzem Szwecji w sztafecie 4 × 100 metrów w 1938 oraz w sztafecie 4 × 400 metrów w 1937, 1938 i 1939.